# Пјетрароја (Беневенто)
Пјетрароја (итал. Pietraroja) је насеље у Италији у округу Беневенто, региону Кампанија.
Према процени из 2011. у насељу је живело 335 становника. Насеље се налази на надморској висини од 816 м.

## Становништво
Према резултатима пописа становништва 2011. у општини је живело 587 становника.
| 1931. | 1936. | 1951. | 1961. | 1971. | 1981. | 1991. | 2001. | 2011. |
| ----- | ----- | ----- | ----- | ----- | ----- | ----- | ----- | ----- |
| 1.288 | 1.339 | 1.279 | 1.155 | 847   | 734   | 708   | 667   | 587   |